# Merise
Koordinaten: 58° 30′ N, 22° 10′ O

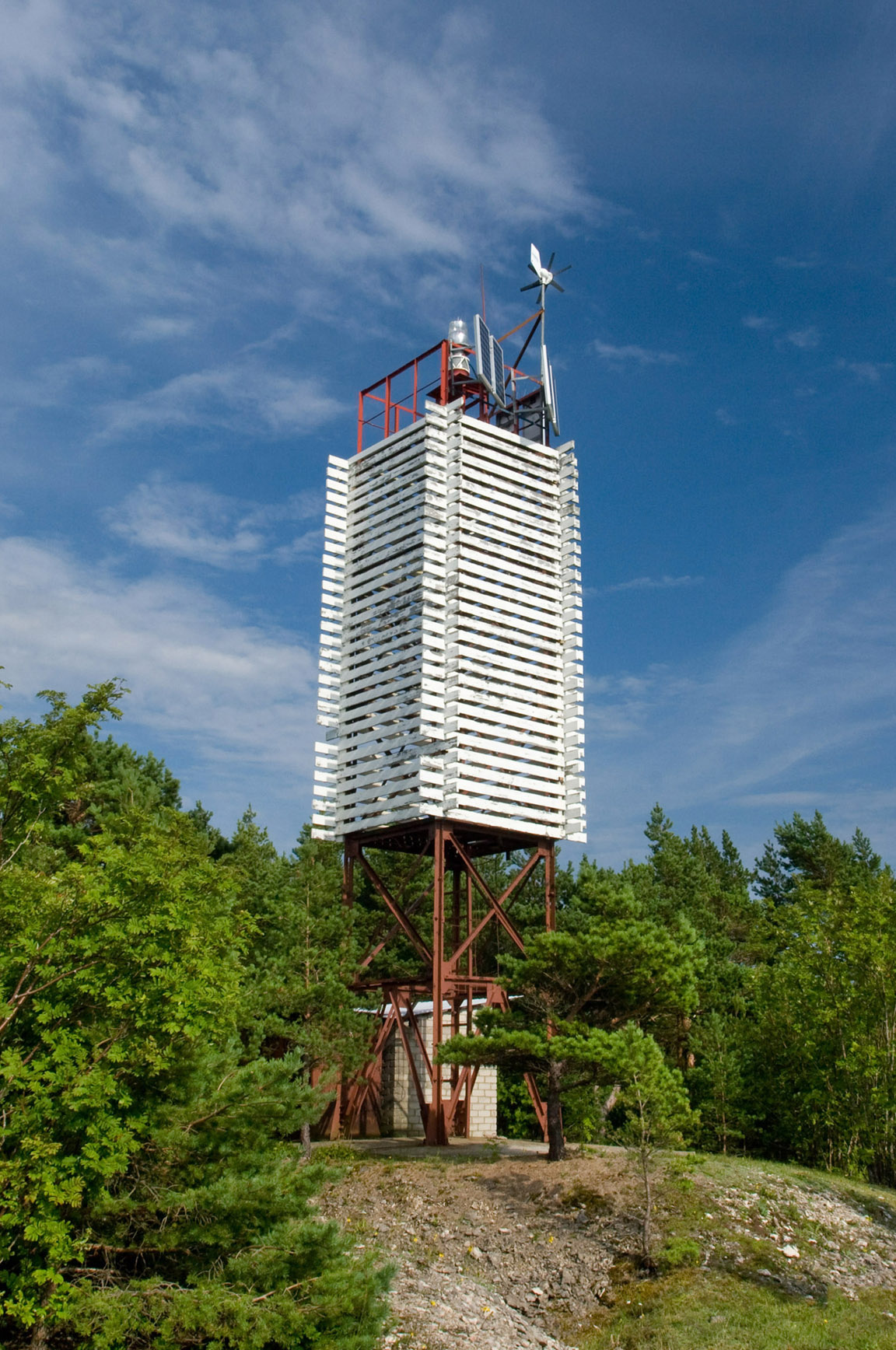
Bake von Merise

Merise (deutsch Merrise) ist ein Dorf (estnisch küla) auf der größten estnischen Insel Saaremaa (deutsch Ösel). Es gehört zur Landgemeinde Saaremaa (bis 2017: Landgemeinde Mustjala) im Kreis Saare.

## Einwohnerschaft und Lage
Das Dorf hat heute keine Einwohner mehr (Stand 31. Dezember 2011). Es liegt direkt an der Ostsee.
Südlich des Dorfkerns befindet sich der See Kooru järv.

## Meteorit
Am 29. Apriljul. / 11. Mai 1855greg. ging bei dem Bauernhof Kaande ein Meteoritenschauer nieder. Es war der erste in Estland niedergegangene Meteorit, von dem Augenzeugenberichte existieren. Überreste eines Meteoriten mit einem Gesamtgewicht von 21 Gramm wurden anschließend im Boden gefunden.